# Iljinka (obwód tiumeński)
Iljinka (ros. Ильинка) – wieś (sieło) w Rosji, w obwodzie tiumeńskim, w rejonie kazańskim. W 2010 liczyła 1592 mieszkańców.